# Muzeum bitvy u Lehnice

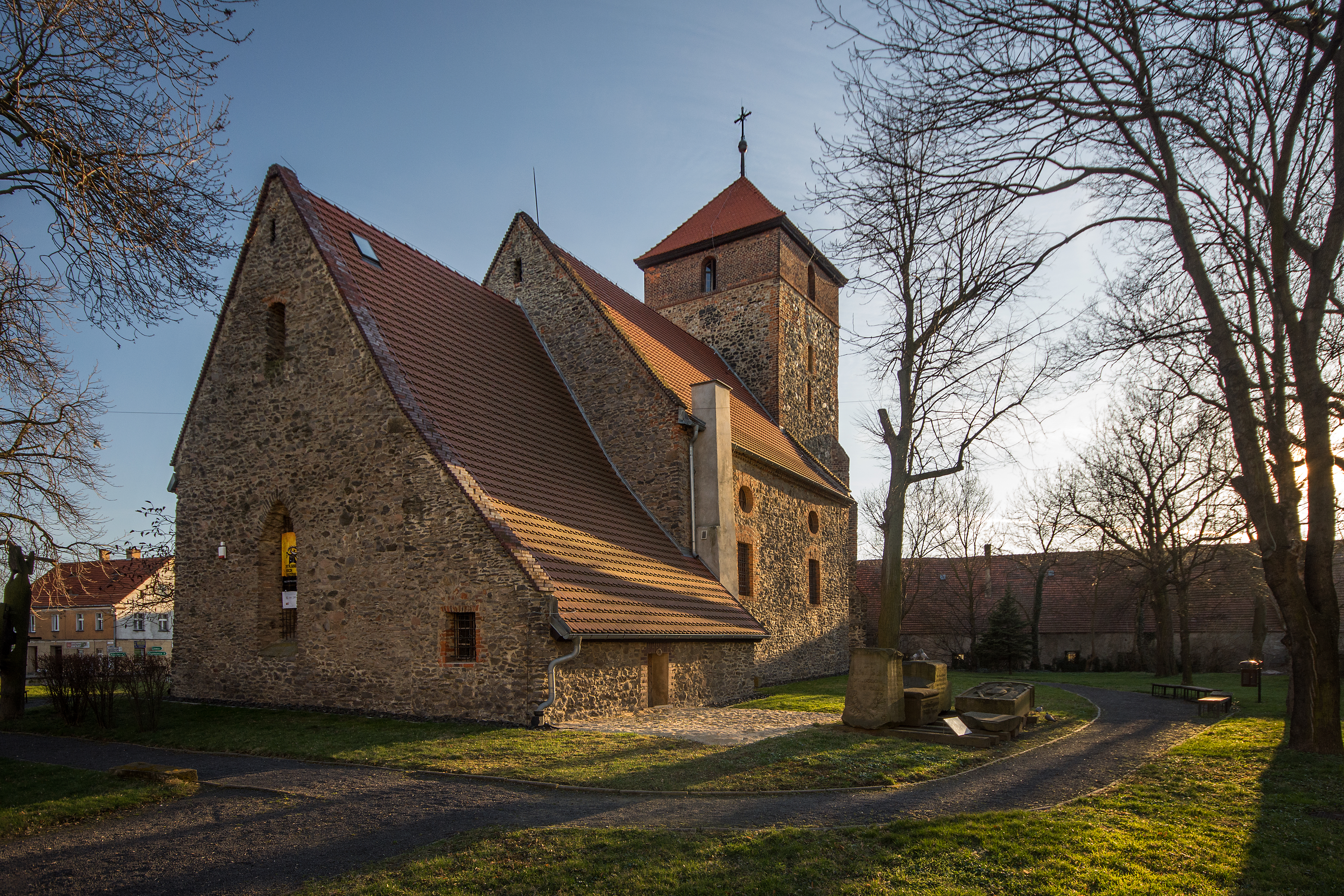
Muzeum bitvy u Lehnice a německé vojenské památky

Muzeum bitvy u Lehnice je muzeum v Lehnickém Poli, jenž je pobočkou Muzea mědi v Lehnici, v Dolnoslezské vojvodství v Polsku. Muzeum bylo otevřeno v roce 1961 v kostele Nejsvětější Trojice a Panny Marie v Lehnickém Poli za účelem propagace vzpomínky na jednu z nejdůležitějších bitev středověkého Polska: bitvy u Lehnice z roku 1241. V blízkosti muzea jsou památníky německých vojáků z Lehnického Pole.
Gotický kostel (z přelomu 13. a 14. století), kde se nachází hlavní expozice, byl postaven na místě, kde bylo nalezeno tělo knížete Jindřicha II. Pobožného. Mnoho bojovníků padlých v této bitvě bylo pohřbeno v tomto kostele a z těchto důvodů se stal (až do období reformace) poutním místem. Stálá expozice založená na poznatcích moderního vědeckého výzkumu byla otevřena k 750. výročí bitvy v roce 1991. Mezi exponáty se nacházejí ukázky zbraní, které v té době používali Poláci a Mongolové (luky, kuše, meče, štíty, helmy, sekery, kroužková brnění), staré rytiny ilustrující bitvu, a také kopie náhrobku Jindřicha II. Pobožného. Na bitvu u Lehnice navazuje galerie současných soch z lipového dřeva, umístěných kolem muzea.
V říjnu 2016, po několikaleté renovaci, byla v muzeu otevřena nová stálá expozice.